# Ángel Grippa
Ángel Grippa est un footballeur argentin, né le 2 mars 1914 et mort à une date inconnue. Il évolue au poste de gardien de but et dispute la Coupe du monde 1934.

## Biographie
Ángel Grippa évolue au Club Sportivo Alsina lorsqu'il est sélectionné par l'entraîneur italien Felipe Pascucci pour disputer avec l'équipe d'Argentine la Coupe du monde 1934 en Italie. Il ne dispute aucune rencontre lors de la compétition.
Il rejoint en 1935 Argentinos Juniors et fait ses débuts, sous ses nouvelles couleurs, le 30 mai 1935 face au Quilmes AC. Il dispute au total 58 rencontres avec le club jusqu'en 1938.